# Walther Freiherr von Holzhausen

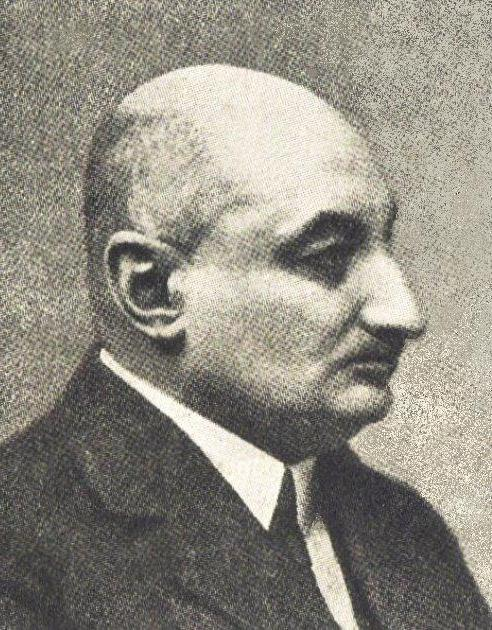
Von Holzhausen (1935)

Walther Freiherr von Holzhausen (* 29. Mai 1876 in Troppau; † 9. August 1935 in Magdeburg) war ein starker Schachspieler, seine Hauptverdienste liegen aber in der Schachkomposition.

## Leben
Von Holzhausen wurde 1876 als Sohn eines österreichischen Offiziers geboren. Er war österreichischer Staatsbürger, obwohl seine Familie in Frankfurt am Main lebte. Dort besuchte er auch das Gymnasium. Bei seinem Militärdienst 1895/96 in Graz entwickelte er eine große Leidenschaft für das Militär, die er auch im späteren Leben verfolgte. 1898 wurde er österreichischer Reserveoffizier, trat aber 1900 in die Preußische Armee über und war in Hanau zunächst Leutnant im Infanterie-Regiment „Hessen-Homburg“ Nr. 166. Später wechselte er an das Kadettenhaus Naumburg, in dem er als Erzieher und Mathematiklehrer tätig war. Die Betätigung als Lehrer war durchaus nicht ungewöhnlich.
Von Holzhausen hatte eine natürliche Begabung für mathematische Studien. Sie führte zur Beschäftigung mit dem Damespiel und ab 1893 auch mit Schachkompositionen. Vor Beginn des Ersten Weltkrieges 1914 war er in Trier und Frankfurt am Main stationiert.
Im Ersten Weltkrieg war von Holzhausen Bataillonskommandeur, wurde sowohl an der West- als auch an der Ostfront verwundet und geriet dabei in russische Gefangenschaft. Im Winter 1917/18 gelang ihm die Flucht. Er fand sofort wieder an der Westfront Verwendung. Nach dem Krieg (1921) kam von Holzhausen als Major a. D. nach Magdeburg und war im Reichsarchiv tätig. Zu diesem Zeitpunkt war er bereits ein Jahr verheiratet. Seine Frau starb 1925 und von Holzhausen heiratete wenige Jahre später ein zweites Mal.
1935 starb von Holzhausen nach kurzem, schwerem Leiden 59-jährig in Magdeburg. Seine Witwe, Baronin M. von Holzhausen, löste im November 1935 die Schachbibliothek ihres Mannes auf und suchte in den Deutschen Schachblättern nach Interessenten.

## Kriegsgefangenschaft
Während des Ersten Weltkrieges geriet von Holzhausen in russische Gefangenschaft. Im Gefangenenlager in Chabarowsk am Amur in Ostsibirien hatte er alsbald einen Kreis von Schachfreunden um sich versammelt. Er betätigte sich als Schachlehrer und brachte sogar eine kleine hektographierte Schachzeitung heraus, die sich fast ausschließlich auf eigene Beiträge und Lösungswettbewerbe stützte. Die Zeitung, wenn auch in winziger Auflage hergestellt, trug ihren Teil dazu bei, den Gefangenen die harte Zeit auf anregende Weise zu verkürzen.
Die unfreiwillige Mußezeit in Gefangenschaft verbrachte von Holzhausen damit, sein 1908 begonnenes Werk über Brennpunktprobleme in monatelanger Arbeit zu einem glücklichen Ende zu führen. Da ihm keinerlei schriftliche Unterlagen und kein einziges Buch zur Verfügung standen, musste sich von Holzhausen ausschließlich auf sein erstaunliches Gedächtnis verlassen. In seinem Manuskript fanden zahlreiche Aufgaben anderer Autoren Berücksichtigung.
1918 trat von Holzhausen die Flucht mit einem anderen Gefangenen an. In einer Stadt an der Wolga vertraute er das Manuskript einem dortigen Zivilkriegsgefangenen an, um sich nicht der Gefahr auszusetzen, dass bei der riskanten Grenzüberschreitung nach Finnland seine mühevolle Arbeit verloren ging. Das Passieren der Grenze erfolgte unbehelligt – trotz eines strengen nordischen Winters und großer körperlicher Anstrengungen.
Sein Manuskript und Exemplare der Gefangenen-Schachzeitung sah von Holzhausen allerdings nie wieder und sie blieben auch verschollen. Das Schicksal seines Vertrauten blieb in der Folgezeit trotz aller Bemühungen ungeklärt.
1926 begann von Holzhausen die Arbeit von neuem und veröffentlichte sie in einer erweiterten Fassung.

## Partieschach
Im Jahre 1893 wandte sich von Holzhausen dem Schachspiel zu. 1898 und 1899 gewann er im Winterturnier des Leipziger Schachklubs Augustea jeweils den ersten Preis. Die hohe Spielstärke von Holzhausens dokumentiert u. a. sein bekannter Kurzsieg 1912 in einer Simultanvorstellung in Frankfurt am Main über Tarrasch in nur 14 Zügen.
In den späteren Jahren nahm er an vielen Hauptturnieren des Deutschen Schachbundes und an anderen größeren Veranstaltungen teil. In Bad Oeynhausen 1922 war er vierter Preisträger im Gruppenhauptturnier; im Wartburg-Turnier 1924 teilte er mit dem Berliner Meister Otto Wegemund den 1. Preis. Der große Wurf gelang ihm ein Jahr später. In Breslau gewann er 1925 bei der Deutschen Meisterschaft das Hauptturnier und erlangte die deutsche Meisterwürde. Gemeinsam mit Adolf Kramer veröffentlichte er das Buch Der 24. und 25. Kongreß des Deutschen Schachbundes Breslau 1925, Magdeburg 1927.

## Schachkomposition
Die weitaus größere Bedeutung erlangte von Holzhausen aber in der Schachkomposition. Durch sein Wirken als Mittler und aktiver Komponist galt er als führend und bahnbrechend. Holzhausen komponierte zahlreiche Schachaufgaben und Studien. Auch veröffentlichte er zwei vielbeachtete Bücher.
Seine ersten Kompositionsversuche unternahm von Holzhausen als Gymnasiast und ließ seine Werke in englischen Schachspalten veröffentlichen. Zu Beginn des 20. Jahrhunderts wurde er einer der eifrigsten Mitarbeiter der Akademischen Schachblätter. Sein Stil wurde durch Blumenthals Schachminiaturen (1902/03) günstig beeinflusst, den weitaus größeren Impuls in seinem Schaffen gab ihm das Buch Das indische Problem (1903). Die Begründer der sogenannten Neudeutschen Schule, Johannes Kohtz und Carl Kockelkorn, ermunterten ihn dazu, ihr Lehrgebäude, auf der berühmten Studie über Das indische Problem basierend, weiter auszubauen. Im Deutschen Wochenschach 1908/09 erschien daraufhin seine insgesamt 45 Seiten lange Monographie über Brennpunktprobleme, die 1926 in zweiter Auflage zu einem Buch dreifachen Umfangs anwuchs. Mit seinem Lehrmeister Kohtz verband von Holzhausen bis zu dessen Tod 1918 eine treue Freundschaft. Zum 70. Geburtstag Kohtz’ würdigte von Holzhausen 1913 im Deutschen Wochenschach die Persönlichkeit und Leistungen seines Freundes. Es sollte die letzte Arbeit von Holzhausens vor Kriegsbeginn bleiben.
In den Jahren 1925 bis 1929 befand sich von Holzhausen auf dem Höhepunkt seiner Schaffenskraft. Den Brennpunktproblemen ließ er 1928 den zweiten Teil unter dem Namen Logik und Zweckreinheit im neudeutschen Schachproblem folgen. Beide Bücher wurden zu Standardwerken der Neudeutschen (oder besser: Logischen) Schule.
Von 1931 bis zu seinem Tod 1935 leitete er die Problemschachspalte der Zeitschrift Deutsche Schachblätter.
|   | a | b | c | d | e | f | g | h |   |
| 8 |   |   |   |   |   |   |   |   | 8 |
| 7 |   |   |   |   |   |   |   |   | 7 |
| 6 |   |   |   |   |   |   |   |   | 6 |
| 5 |   |   |   |   |   |   |   |   | 5 |
| 4 |   |   |   |   |   |   |   |   | 4 |
| 3 |   |   |   |   |   |   |   |   | 3 |
| 2 |   |   |   |   |   |   |   |   | 2 |
| 1 |   |   |   |   |   |   |   |   | 1 |
|   | a | b | c | d | e | f | g | h |   |

Lösung:

1. Dd8–f6! droht 2. Dxc6 nebst Matt. Sobald nun der schwarze Läufer die lange Diagonale verlässt, setzt 2. L(D)f3 exf3 3. D(L)xf3 matt. Bei den vier anderen Paraden wird der schwarze Läufer auf vier Feldern der Diagonale durch Doppelangriffe abgefangen, wobei Schwarz selbst jeweils durch e4–e3 die Mattlinie öffnen muss, um eine Mattdrohung zu parieren:

1. … Lc6–b7 2. Df6–g7 (droht 3. Dg2)

1. … h7–h6 2. Df6–g6 (droht 3. Dg2; 2. Dxc6?? patt)

1. … Lc6–d5 2. Df6–g5 (droht 3. Dg2) 

1. … Lc6–a8 2. Df6–a1 (droht 3. Kf2) 

jeweils gefolgt von 2. … e4–e3 3. Dame schlägt Läufer matt.

## Schriften
- Brennpunktprobleme: Eine Schachstudie. 2. Auflage, H. Hedewigs Nachf., Leipzig 1926.
- Logik und Zweckreinheit im neudeutschen Schachproblem: Eine Denkschrift zum 25jährigen Jubiläum des „Indischen Problems“ von Kohtz und Kockelkorn. Nebst zwei anderen problemschachlichen Abhandlungen. Walter de Gruyter, Berlin und Leipzig 1928.